# Peggy Fleming
Peggy Fleming, nacida el 27 de julio de 1948 en San José (California), Estados Unidos, es una patinadora sobre hielo. Fue medallista de oro olímpica en los Juegos Olímpicos de Grenoble de 1968 y tres veces campeona del mundo en patinaje artístico femenino. Ha sido comentarista de televisión de patinaje artístico desde los 80.

## Biografía

### Infancia e inicios en el patinaje
Peggy Gail Fleming nació en San José, California, hija de Doris Elizabeth y Albert Eugene Fleming, periodista de profesión. Comenzó a patinar a la edad de 9 años, cuando su familia se mudó a Cleveland y pronto empezó a volcarse en el deporte del patinaje artístico por consejo de su padre. Ganó su primera competición importante a nivel regional en 1960. En 1961, cuando contaba con 12 años, su entrenador William Kipp falleció en el accidente aéreo del Vuelo 548 de Sabena que le costó la vida al equipo entero de patinaje artístico estadounidense, en ruta al Campeonato Mundial de Praga. A partir de entonces Fleming comenzó a entrenarse con John Nicks.

### Carrera amateur
Tras la pérdida de la élite del patinaje estadounidense en el accidente de 1961, Peggy Fleming se convirtió pronto en una de las esperanzas del deporte. En 1962 ganó la medalla de plata en la categoría novato en el Campeonato Nacional de Estados Unidos. Al año siguiente, consiguió la medalla del bronce en la categoría júnior y en 1964 se proclamó campeona nacional sénior, título que defendió cinco años hasta su retirada de la competición amateur. Ese mismo año participó en los Juegos Olímpicos de Innsbruck, y en el Campeonato Mundial en Dortmund, donde acabó en sexta y séptima posición respectivamente. Obtuvo el primero de sus tres títulos mundiales consecutivos en 1966, en el Campeonato de Davos, Suiza. Tras esta competición empezó a entrenarse con Carlo Fassi. En 1968 ganó la medalla de oro en los Juegos Olímpicos de Grenoble, la única conseguida por los Estados Unidos en estos juegos. Sus victorias a nivel mundial marcaron el inicio de un nuevo período de supremacía de los Estados Unidos en el patinaje artístico femenino, tras el hiato de los años siguientes a 1961.

### Carrera profesional y actividades extradeportivas
Fleming se retiró del patinaje de competición amateur en 1968. En ese mismo año protagonizó su primer programa especial de televisión, que fue galardonado con dos premios Emmy. A esta le siguieron muchas otras apariciones televisivas, como protagonista, estrella invitada o presentadora. Desde los años 80 trabaja para la compañía de televisión estadounidense ABC como comentariasta de patinaje artístico. Tomó parte durante varios años en las giras de las compañías de patinaje artístico Ice Follies y Holiday on Ice, y patinó como artista invitada en los espectáculos de Ice Capades. En 1980, se convirtió en la primera patinadora invitada a patinar en una gala en la Casa Blanca y en 1986 participó en la rededicación de la Estatua de la Libertad.
Según un estudio llevada a cabo en 1993 por la agencia Associated Press, Peggy Fleming era una de las deportistas más populares en los Estados Unidos, detrás de la gimnasta Mary Lou Retton y la patinadora sobre hielo Dorothy Hamill. En 2007, apareció en la película Blades of Glory como una juez de patinaje.
 Fleming es portavoz de varias causas y asociaciones dedicadas la lucha contra el cáncer de pecho, tras habérsele diagnosticado esta enfermedad en 1998. Es copropietaria de las viñas y bodegas Fleming Jenkins, junto con su marido Gregory Jenkins, dermatólogo y también patinador sobre hielo en su juventud. Esta bodega produce 2000 cajas de vino al año, y los beneficios de las ventas de su marca Victories Rosé se dedican a la financiación de la investigación sobre el cáncer.

## Logros en el patinaje
Peggy Fleming destacaba por su estilo de patinaje combinando elegancia y capacidad atlética en contraste con sus rivales europeas, que se concentraban en la técnica sin dar demasiada importancia a la coreografía en el patinaje libre. En particular, Fleming era reconocida por ejecutar una combinación de movimientos bastante difícil e inusual, consistente en realizar un doble Axel inmediatamente precedido de un spread eagle,; tras el aterrizaje del Axel, volvía a hacer un segundo spread eagle.

## Premios y honores
Peggy Fleming ha obtenido los siguientes premios y reconocimientos:
- En 1967, la ABC la nombró atleta del año
- En 1968 recibió el premio Babe Didrickson Zaharias, otorgado a deportistas que destacan en el deporte superando condiciones adversas y demostrando determinación, perseverancia, clase y fortaleza.[11]
- En 1974 pasó a formar parte del Salón de la Fama de la Asociación Estadounidense de Patinaje Artístico (USFSA)
- En 1976, entró al Salón de la Fama Mundial del Patinaje Artístico.
- En 1997 recibió el premio al Espíritu Olímpico otorgado por el Comité Olímpico Estadounidense

## Resultados
| Competición                                          | 1962 | 1963 | 1964 | 1965 | 1966 | 1967 | 1968 |
| ---------------------------------------------------- | ---- | ---- | ---- | ---- | ---- | ---- | ---- |
| Juegos Olímpicos de Invierno                         |      |      | 6.ª  |      |      |      | 1.ª  |
| Campeonato Mundial de Patinaje Artístico sobre Hielo |      |      | 7.ª  | 3.ª  | 1.ª  | 1.ª  | 1.ª  |
| Campeonato de Norteamérica                           |      |      |      | 2.ª  |      | 1.ª  |      |
| Campeonato Nacional de Estados Unidos                | 2.ª  | 3.ª  | 1.ª  | 1.ª  | 1.ª  | 1.ª  | 1.ª  |

Notas
1. ↑  Categoría novatos
2. ↑  Categoría junior